# Museu de Mallorca
El Museu de Mallorca és un museu amb una exposició permanent sobre història i art de Mallorca i amb una part dedicada a exposicions temporals.
Està situat a l'antiga casa pairal dels Togores i, més tard, dels Villalonga, al barri antic de Palma, popularment conegut com a Ca la Gran Cristiana, en referència a Catalina Zaforteza i de Togores, una de les més eminents col·laboradores amb el carlisme mallorquí, la qual va habitar el casal al segle xix.
És un edifici construït al segle xvi mitjançant la unió de diversos habitatges. L'edifici va ser adquirit per l'ajuntament de Palma el 1968 i cedit a l'estat per convertir-lo en museu, fet que es va produir el 1976, quan va obrir les portes al públic. En un dels seus patis, el central, es van trobar les restes de la considerada com la primera casa  musulmana identificada a l'illa. Té una alçada de tres pisos, un portal principal amb arc de mig punt, una planta noble amb balcons d'estil barroc i unes golfes amb finestres d'estil  gòtic.
El 2010, es va reprendre una excavació subterrània que s'havia dut a terme al centre de Palma a la fi dels anys 1960, i que va continuar els 1980. S'hi revelaren les estructures d'un taller musulmà de ceràmica pertanyent a l'època almoràvit.
El 23 de juliol de 2015 el museu va reobrir en part després de sis anys d'obres de remodelació de la seva seu.
L'any 2019 va acollir per al seu tractament les àmfores que es van poder rescatar de les restes d'un vaixell romà trobat a la badia de Palma, davant de Can Pastilla, i que s'hi havia enfonsat feia 1.700 anys a causa d'un accident. La nau duia vi, oli o salses de peix des del sud de la península Ibèrica en direcció a Roma, i les cent àmfores que se'n van poder rescatar estaven segellades i molt ben conservades. Aquesta troballa formava part de la primera excavació arqueològica submarina a l'illa, coordinada per un equip d'arqueòlegs.